# Palácio das Araucárias

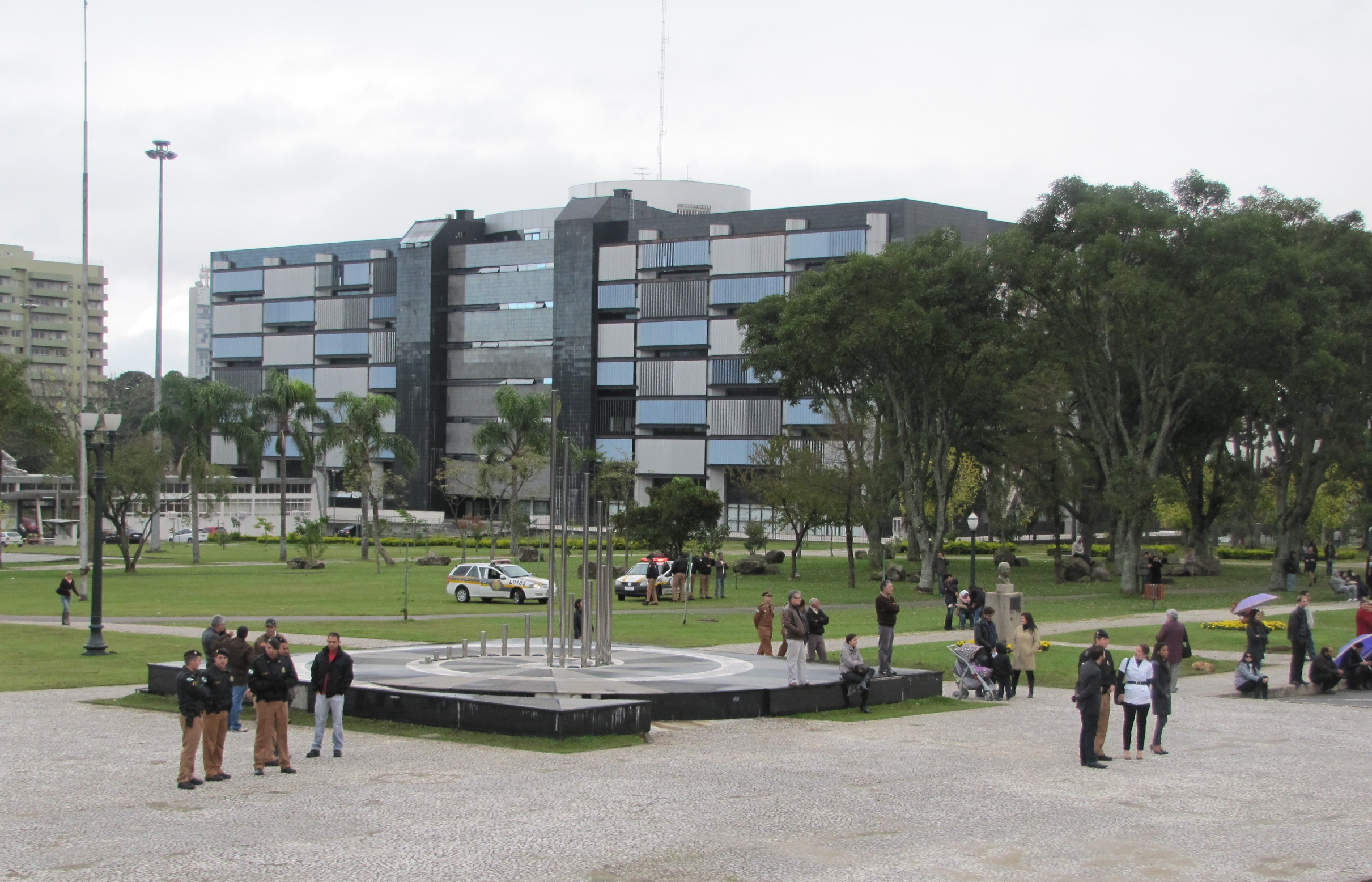
O Palácio das Araucárias, em Curitiba, foi a sede do governo do Paraná de 14 de maio de 2007 até 18 de dezembro de 2010.

O Palácio das Araucárias foi a sede do governo do estado brasileiro do Paraná de 2007 até o final de 2010, quando a sede do Governo do Paraná voltou a ser o Palácio Iguaçu. Localiza-se no Centro Cívico em Curitiba.
Foi inaugurado em 14 de maio de 2007 durante o governo de Roberto Requião, substituindo o Palácio Iguaçu, que passou por reformas entre 2008 e 2010, após concluído o processo de licitação.
Desde 2019 o Palácio sedia a Secretaria de Estado da Administração e da Previdência (Seap), conforme a Lei 19.848/19, de 20 de maio de 2019.
Ainda em 2019 a antiga Sala de Gestão do Palácio das Araucárias, passou a ser denominada Espaço Fani Lerner, em homenagem do Governo do Estado à primeira secretária estadual da Criança e da Família, que morreu em 2009. Ela foi casada com o ex-prefeito de Curitiba e ex-governador do Paraná, Jaime Lerner.